# Distathma xanthorrhaea
Distathma xanthorrhaea är en stekelart som först beskrevs av Alexander Henry Haliday 1836.  Distathma xanthorrhaea ingår i släktet Distathma och familjen brokparasitsteklar. Inga underarter finns listade i Catalogue of Life.